# Schüpfen
Schüpfen är en ort och kommun i distriktet Seeland i kantonen Bern, Schweiz. Kommunen har 3 766 invånare (2023).
Schüpfen har en yta på knappt 20 km². Av detta område används 55,7% till jordbruk och 32,9% till skogsbruk. Resten av ytan, 10,7% är bebyggd (byggnader eller vägar) och det återstående (0,5%) är icke-produktiv (floder).